# Auguste-Nicolas Vaillant

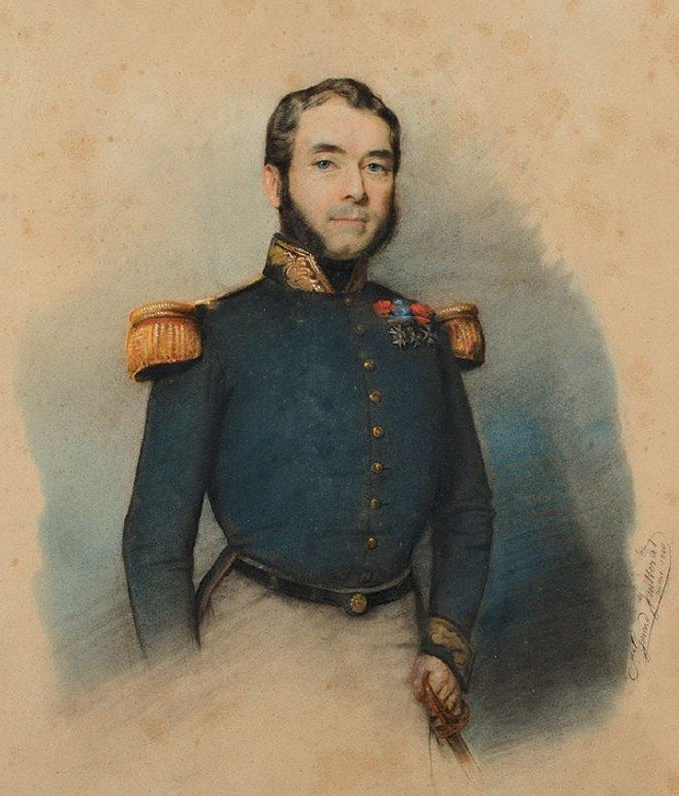
Auguste-Nicolas Vaillant

Auguste-Nicolas Vaillant (* 2. Juli 1793 in Paris, Frankreich; † 1. November 1858 ebenda) war ein französischer Admiral, Forschungsreisender und Kolonial-Administrator, sowie kurzzeitig Marineminister der Zweiten Französischen Republik.

## Frühe Jahre
Auguste-Nicolas Vaillant wurde am 2. Juli 1793 in Paris geboren. Als Sohn eines ehemaligen Mitarbeiters der Zivilliste trat er im August 1808 als einfacher Matrose auf dem Kanonenboot 282 in Brest in die französischen Marine ein. Im März 1809 war er auf der Ulysse eingesetzt, die in Brest stationiert war.
Während der Napoleonischen Kriege war er an der Küste der Bretagne und im Ärmelkanal gegen die britische Seeblockade eingesetzt. Am 1. Dezember 1810 erhielt er die Beförderung zum Kadetten 2. Klasse und diente auf Küstenschiffen sowie auf Fluss- und Kanalbooten. Am 29. März 1813 wurde er zum Kadetten 1. Klasse befördert und übernahm bald darauf das Kommando über die Insel Texel. Einen Aufstand der niederländischen Bevölkerung unterdrückte er energisch, wodurch Admiral Carel Hendrik Verhuell auf ihn aufmerksam wurde, der ihn zunächst zum Leutnant der Infanterie und dann zum Leutnant der Artillerie in den Forts La Salle und L’Ecluse ernannte. Im September kehrte er zur Evertsen zurück und nahm an den Kämpfen Ende 1813 und Anfang 1814 in Holland und an den Küsten Flanderns teil. Im Juni 1814 kehrte er mit der Brigg Génie nach Brest zurück. Er kämpfte bis 1815 in den Westindischen Inseln an Bord der Fregatte Hermine, dann im folgenden Jahr im Ärmelkanal auf der Durance.
Nach Kriegsende wurde er am 20. Juni 1816 zunächst wegen des Verdachts des Bonapartismus entlassen.

## Laufbahn in der Restauration
Vaillant erreichte seine Wiedereinstellung zum 1. Juli 1818 unter der Rangabstufung zum Unterleutnant (Enseigne de vaisseau). Im selben Jahr wurde er mit der Lézard auf eine Erkundungsexpedition nach Französisch-Guayana geschickt, um zu untersuchen, wie das Land kolonisiert werden könnte. Er erkundete den Maroni-Fluss, der in Europa praktisch unbekannt war, und erstellte eine detaillierte Karte und Beschreibung. Als Adjutant des dortigen Gouverneurs Pierre Bernard Milius führte er 1822 weitere geografische Untersuchungen zur Kolonisierung von Guyana durch. Im März 1823 wurde er Kommandant des Ortes Cayenne und diente vor Ort auf der Bretonne und der Vénus.
Am 4. August 1824 wurde er erneut zum Leutnant ernannt und kehrte nach Europa zurück. Er erhielt im nächsten Jahr das Kommando über die Estafette, die der Levante-Station zugeteilt war und abwechselnd dort, in Tunis und an den Küsten Kataloniens und der Romagna eingesetzt wurde. Für sein Verhalten bei einem Sturm in der Ägäis und für seine Einsatz gegen die Piraten auf der Insel Andros wurde ihm am 3. November 1827 das Kreuz des Ordens des Heiligen Ludwig verliehen.
Im August 1828 nahm Vaillant auf der Iphigenia an der Morea-Expedition während des griechischen Unabhängigkeitskrieges teil. Im November 1828, nach der Schlacht von Navarino, wurde er auf der Conqueror Stabschef von Admiral Henri de Rigny. Als der Admiral zum Marineminister ernannt wurde, gab Vaillant das Kommando über die Levante-Station ab und diente als Kommandant der Actéon. Am 1. März 1831 wurde er zum Fregattenkapitän (Capitaine de frégate) ernannt und im Juli 1833 Adjutant des Marineministers. Er blieb in dieser Rolle auch unter Commodore Louis Léon Jacob und Admiral Victor Guy Duperré.
Im Februar 1836 erhielt Vaillant das Kommando über die Bonite für eine Weltumsegelung. Der Hauptzweck von Vaillants Reise bestand darin, mehrere Konsularagenten zu verschiedenen abgelegenen Posten zu bringen, aber das Personal machte auch viele wertvolle wissenschaftliche Beobachtungen. La Bonite verließ Toulon am 6. Februar 1836 mit dem Künstler und Botaniker Benôit-Henri Darondeau und anderen. Sie passierte die Straße von Gibraltar, überquerte den Atlantik und erreichte im März 1836 Rio de Janeiro. Das Schiff umrundete Kap Hoorn und erreichte am 17. Juni 1836 Valparaíso in Chile. Es segelte über Peru nach Honolulu, wo es vom 28. September bis zum 11. Oktober 1836 Station machte. Die Rückreise führte La Bonite über die Marianen, Manila, Kanton, Singapur, Kalkutta, Pondicherry, Réunion, das Kap der Guten Hoffnung und St. Helena nach Brest, das am 6. November 1837 erreicht wurde. Während der 21-monatigen Reise gab es keine Toten unter den Besatzungsmitgliedern.

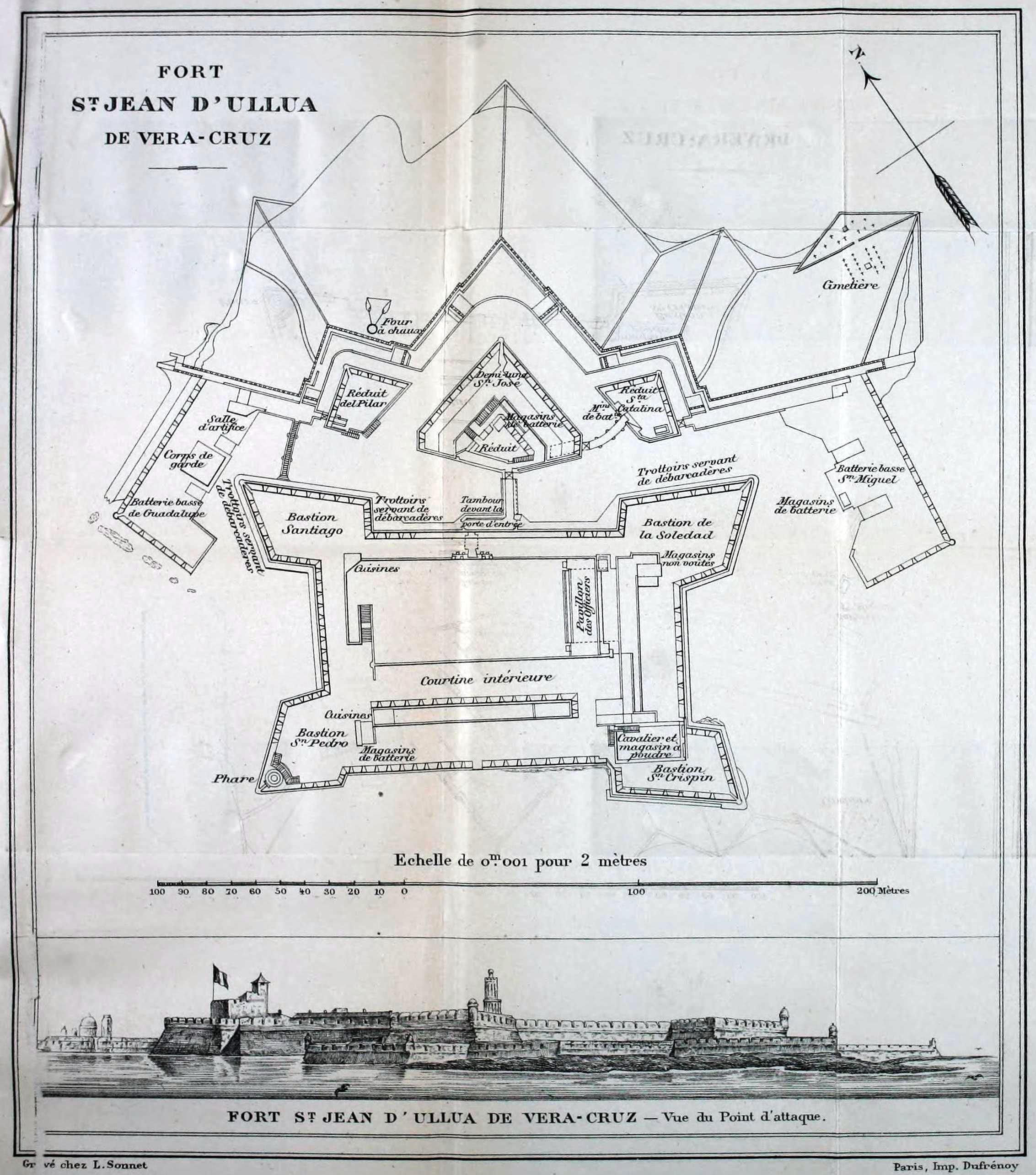
Plan und Panorama der Festung Saint-Jean de Ulloa im Jahr 1838

Vaillant wurde nun 1838 zum Kapitän (Capitaine de Vaisseau) befördert und nahm später im selben Jahr an der Expedition nach Mexiko teil. Nachdem die Festung San Juan de Ulúa erobert worden war, wurde er zum Kommodore ernannt und erhielt das Kommando über die Station Vera Cruz. Anschließend schloss er sich der französischen Blockade des Río de la Plata an und besetzte dabei Montevideo. Im Mai 1840 traf der Entdecker und Botaniker Aimé Bonpland Vaillant als Kapitän der Fregatte Atalante auf dem La Plata. Er fand Vaillant „höflich, aber affektiert“. Beim Mittagessen auf dem Schiff bemerkte Bonpland eine offensichtliche Feindseligkeit zwischen Vaillant und dem Kommodore Jean-Henri Dupotet.
In der Folge kehrte Vaillant auf seinen Wunsch und aufgrund der Meinungsverschiedenheiten mit Dupotet nach Frankreich zurück und erhielt das Kommando über die Santi-Petri, die erneut der Levante-Station zugeteilt war. Am 17. April 1843 heiratete Vaillant Zilia, die Schwester von Baron André de Neuflize. Nach der Februarrevolution 1848 wurde er zum Seepräfekten des 4. Seebezirks ernannt, wo er zur Wiederherstellung des Friedens beitrug. Anschließend wurde er Premier Conseil der Admiralität. Am 1. Mai 1849 wurde Vaillant zum Konteradmiral (Contre-Admiral) befördert und am 6. August 1849 zum zweiten Kommandeur des 2. Mittelmeergeschwaders unter Alexandre Ferdinand Parseval-Deschênes ernannt.

## Minister und Kolonial-Administrator
Am 24. Januar 1851 wurde Vaillant zum Marineminister ernannt, aber bereits am 10. April 1851 wurde er durch Prosper de Chasseloup-Laubat ersetzt. Später im Jahr 1851 übernahm er das Amt des Generalgouverneurs von Französisch-Westindien und war ebenfalls Kommandeur der Marinestationen auf den Antillen und im Golf von Mexiko. Anschließend wurde er Gouverneur von Martinique, bevor er 1853 aus gesundheitlichen Gründen nach Frankreich zurückkehren musste. Er wurde 1854 zum Vizeadmiral befördert. Auguste-Nicolas Vaillant starb am 1. November 1858 im Alter von 65 Jahren.

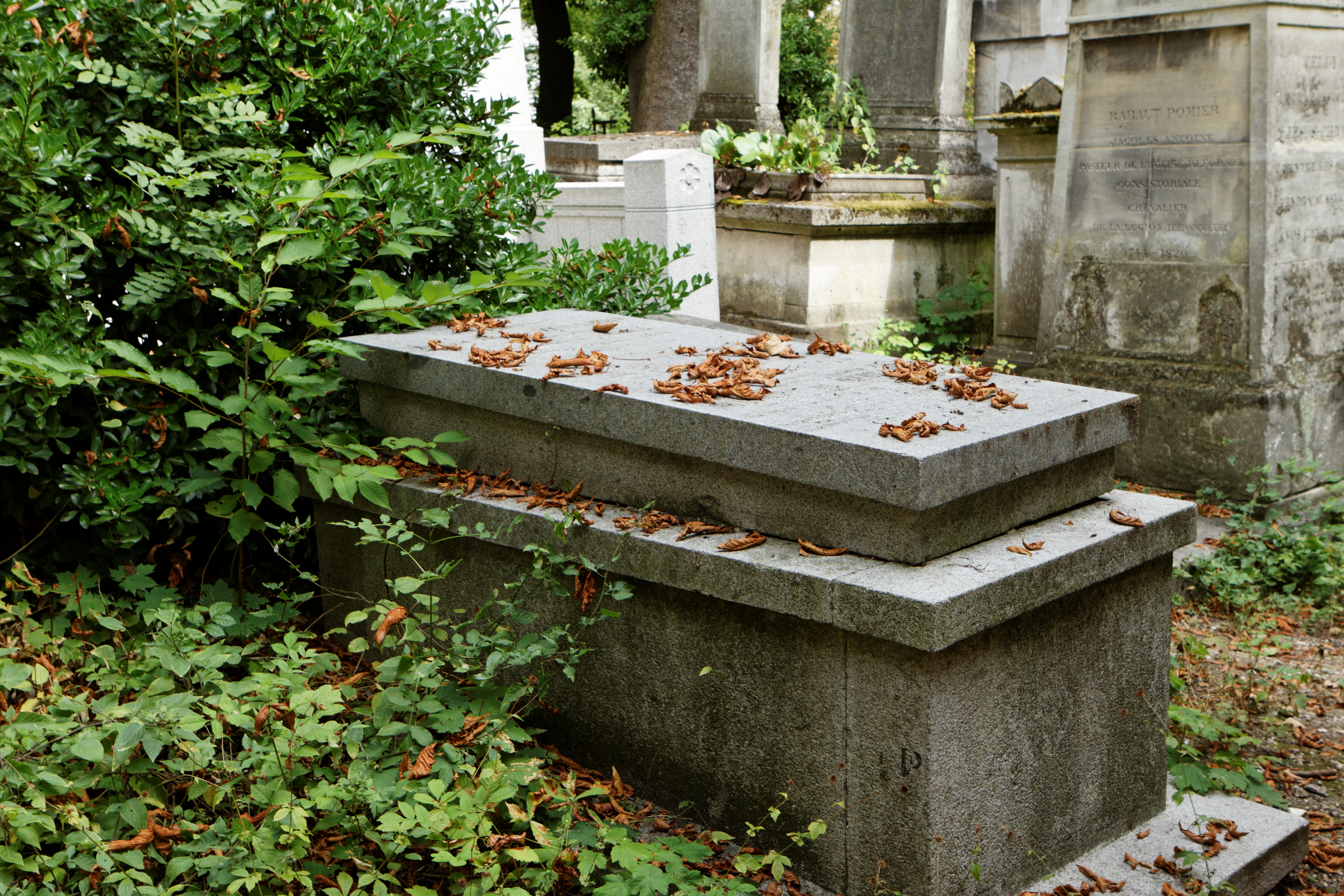
Vaillants Grabstätte

Er ist auf dem Friedhof Père-Lachaise in Paris begraben. Er war Großoffizier der Ehrenlegion.

## Familie
Sein Sohn war Léon Vaillant (1834–1914), ein Mediziner und Zoologe.

## Veröffentlichung
- Voyage autour du mondeexecute sur la corvette la Bonite (11 Bde., Paris, 1840–48).

## Bibliographie
- Stephen Bell: A Life in Shadow: Aimé Bonpland in Southern South America, 1817–1858. Stanford University Press. 2010, ISBN 978-0-8047-7427-7.
- Bulletin des lois. Partie principale. Imprimerie nationale. 1856. S. 287.
- John Dunmore: From Venus to Antarctica: The Life of Dumont D’Urville. Exisle Publishing. 2007, ISBN 978-1-77559-016-3.
- Louis Gabriel Michaud: Biographie universelle. Ch. Delagrave et Cie, Libraries-Éditeurs. Paris. 1842. Link. Abgerufen am 7. Juni 2023.
- Christian Nau:  Encyclopédie des tours du monde: Sur mer, sur terre et dans les airs. L’Harmattan. 2012, ISBN 978-2-296-99323-5.
- André Poupart und Gérard Gayot de Neuflize: L’entrepreneur et l’historien: Deux regards sur l’industrialisation dans le textile (XVIIIe–XIXe siècle). Presses Univ. Septentrion. 2013, ISBN 978-2-7574-0457-7.
- Recueil général des lois, décrets et arrêtés. 1851.
- James Grant Wilson; John Fiske: Vaillant, Auguste Nicholas. Appleton’s Encyclopaedia of American Biography. D. Appleton and Company. 1889. Seite 221. Link zur eingeschränkten Vorschau auf Google Books.  Abgerufen am 7. Juni 2023.